# Rue Albert-Sorel
La rue Albert-Sorel est une voie du 14e arrondissement de Paris, en France.

## Situation et accès

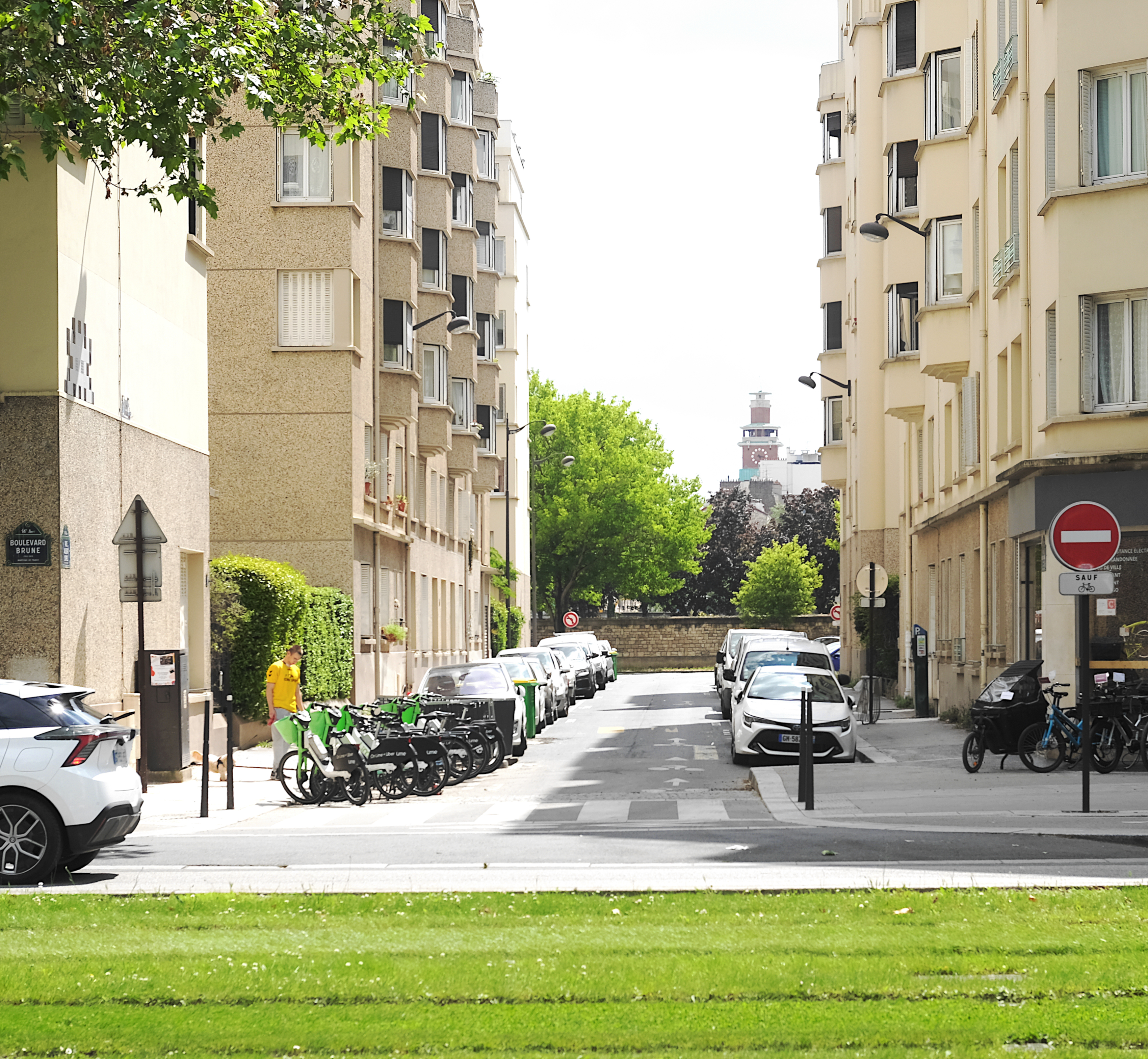
La rue Albert-Sorel vue depuis le boulevard Brune.

La rue Albert-Sorel est une voie publique située dans le 14e arrondissement de Paris. Elle débute au 122, boulevard Brune et se termine au 29, avenue Ernest-Reyer.

## Origine du nom
La rue porte le nom de l’historien et écrivain français Albert Sorel (1842-1906).

## Historique
La voie a été ouverte et a pris sa dénomination actuelle en 1932, sur l'emplacement du bastion no 79 de l'enceinte de Thiers.